# 战神金刚：传奇的保护神
《战神金刚：传奇的保护神》是一部由世界节目制作公司与梦工厂动画电视公司联合制作，并由米尔工作室负责动画制作的网络动画剧。《战神金刚：传奇的保护神》是由日本动画片《百兽王GoLion》和《战神金刚：宇宙的保护神》授权重启的新系列动画。 本片的人物及背景均采用传统动画制作方式进行制作，但是战神金刚的动作却采用电脑动画技术制作。《战神金刚：传奇的保护神》的故事背景位于一个科幻宇宙中，这个世界使用一种名为“精气”的能量并用以驱动飞船和战斗武器。整部动画片讲述了战神金刚的骑士们所经历的冒险故事，并促使他们团结一致并共同努力以组成超巨型机器人“战神金刚”，并依靠战神金刚去击败邪恶的格拉帝国。
根据网飞的说明，《战神金刚：传奇的保护神》全剧将计划播出78集。 本动画剧目前已在美国、加拿大、英国、韓國、澳大利亚、新西兰、法国、德国、奥地利、斯堪的纳维亚地区、荷比卢地区和拉美地区播出。  《战神金刚：传奇的保护神》的成功还催生了几部漫画、 可动人偶及其他玩具。

## 剧情梗概
几千年来，邪恶的格拉帝国（Galra Empire）不断摧毁其他文明和奴役其他种族，对整个宇宙构成了极大的威胁。唯一能够对抗格拉帝国威胁和计划的强大力量就是传说中的“宇宙的保护神”——战神金刚。战神金刚是一个高达百余米的巨型机器人，它是由五个狮子形态的机器人所组成。那些驾驶狮子机甲的驾驶员被称之为“骑士（Paladins）”。为了得到战神金刚并消除这个威胁，格拉帝国发动了对阿尔特亚星球（Altea）的侵略战争。在阿尔特亚星球即将沦陷的关键时刻，阿尔特亚星球的统治者阿弗尔国王（King Alfor）将战神金刚拆分成五头狮子机甲，以防止战神金刚落入格拉帝国的皇帝扎肯（Zarkon）的手里。阿尔夫国王将狮子机甲的启动能量与自己女儿阿劳拉（Allura）的生命力绑定在一起，然后再将它们通过星际穿越送往宇宙的不同地方予以隐藏。阿劳拉公主和她的仆人克兰（Coran）以及黑色狮子机甲被封印在阿尔特亚狮子城堡并隐藏到阿拉斯星球（Arus），直到新一代的骑士将她唤醒。
现在，格拉帝国征服和搜寻战神金刚的方向已经对准了地球所在的太阳系。一群太空飞行员——希罗（Shiro）、吉斯（Keith）、兰斯（Lance）、皮吉（Pidge）和汉克（Hunk）——发现了蓝色狮子机甲并立刻加入到与格拉帝国的战争中。随后，他们遇到了阿劳拉公主并成为新一代的骑士，并让五个狮子机甲聚合成战神金刚。于是他们开始了对抗格拉帝国并解放整个宇宙的战争。

## 主要角色

### 战神金刚联盟
Takashi "Shiro" Shirogane 白金「希羅」隆志 :
配音員: 喬希·基頓（美國）；王辰驊（台灣）；杉村憲司（日本）；楊俊健（韓國）
角色身分: 黑獅騎士, 後期成為阿特拉斯隊隊長
作為战神金刚的領袖，希羅在故事開始前一年被格拉帝國俘獲，在此期間他獲得了武器化的義肢右臂。作為一個天生的，決定性的領導者，希羅總是冷靜的處理問題。在第二季結束時，希羅成功從札肯收回他的個人武器，使战神金刚能夠擊敗他，但希羅神秘地消失了。在第三季中，透露出他被傳送到格拉王國的軍艦上，他在逃跑時獲得了一艘，並最終被團隊發現。在發現黑獅不再接受他為真正的聖騎士之後，他繼續通過獅堡為他們提供指導和支持來幫助他們。在第四季開始時希羅的眼睛看到洛托。在吉斯和阿爾特亞人羅梅爾揭露了洛托的真實意圖之後，哈格完全控制了希羅，而吉斯發現希羅是一個克隆人，而真正的希羅在第二季結束時的戰鬥中已經死亡，他的靈魂位在黑獅子裡。之後，當阿蘿拉利用她的力量將希羅的靈魂從黑獅轉移到克隆人的身體時，希羅復活了。在第七季返回地球後希羅成為了阿特拉斯隊(一支駐軍戰列艦並加入了與森達克的戰鬥)的隊長。第七季第一集介紹了角色“Adam W.”希羅之前的男友,勞倫·蒙哥馬利已證實希羅是一個LGBT角色。 在第8季結束時，他與阿特拉斯隊的同事柯帝斯結婚。
Keith 凱斯 :
配音員: 史蒂文·連（美國）；賈文安（台灣）；勝杏里（日本）；安勇旭（韓國）
角色身分: 紅獅騎士, 後期成為黑獅騎士
在被宇宙要塞學院驅逐之前是位軍校學員，凱斯是一名孤兒也是一匹孤狼。總是悶悶不樂，凱斯花費他的空閒時間磨練他的戰鬥技巧。在第二季，凱斯發現他有一半的格拉血統，是來自他的母親。這一啟示來自於他的刀，這把刀與一個名為“馬莫拉之刃”的格拉人組成的秘密反叛格拉帝國的團體聯繫在一起，但他的血統也使阿蘿拉不信任他一段時間。由於希羅缺席，凱斯在第三季擔任戰神金剛的領導人，成為黑獅的新飛行員。在第四季開始時，凱斯正式辭去了戰神金剛的領導職務，將職位交回希羅，以便繼續與馬莫拉之刃合作。在第五季結束時，凱斯與他的格拉母親克蘿莉亞重聚。他在第六季結束時重新加入了戰神金剛，重新承擔黑獅的騎士。在第8季結束時，他解散了格拉帝國，並將馬莫拉之刃轉變為人道主義組織。
Lance 蘭斯 :
配音員: 杰里米·沙达（美國）；喬資淯（台灣）；茂木孝允（日本）；全光州（韓國）
角色身分: 藍獅騎士, 後期成為紅獅騎士
蘭斯是宇宙要塞學院的戰鬥機飛行員。個性驕傲自信，蘭斯是團隊中的開心果，他喜歡將自己視為萬人迷和神槍手。蘭斯與吉斯一直保持著一種單方面的競爭，因為他們曾兩人一起在宇宙要塞學院競爭，但兩人已經證明是一個團結的團隊。蘭斯從第三季開始成為紅獅的新騎士。他和阿蘿拉在第8季開始時開始了戀情。在與漢娜的最後一場戰鬥之後，蘭斯被阿蘿拉賜予阿爾特亞人的印記, 蘭斯在他家的農場重新煥發生機，並傳播著阿蘿拉的信念。
Katie "Pidge Gunderson" Holt 凱蒂·「皮吉·岡德森」·霍爾特 :
配音員: 貝克絲·泰勒-克勞斯（美國）；張乃文（台灣）；大畑加奈（日本）；金塋銀（韓國）
角色身分: 綠獅騎士
凱蒂偽裝成一個名叫皮吉·岡德森的男孩，進入宇宙要塞學院，她的父親塞繆爾兄弟馬特和希羅在同一任務中失踪了。作為技術天才，皮吉是團隊中最聰明的成員，能夠為綠獅做專業修改，例如隱形裝置。她還重新設計了一架格拉無人機為她工作，並將其命名為流浪者(Rover)，流浪者後來為了保護皮吉而犧牲了自己。在皮吉作為戰神金剛的期間，她救出了她的哥哥和她的父親塞繆爾。馬特後來繼續為反叛組織而戰，而塞繆爾則回到地球，警告宇宙要塞即將對格拉帝國進行戰爭。在第8季的最後一戰後, 皮吉與她的家人建立了新一代的傳奇戰士。
Hunk 漢克 :
配音員: 泰勒·萊比恩（美國）；梁興昌（台灣）；中林俊史（日本）；朴成泰（韓國）
角色身分: 黃獅騎士
漢克是宇宙要塞學院的工程師。漢克是一個具有大胃口的溫和巨人，是團隊的核心，提升團隊與他們之間的和平。在親眼目睹了札肯征服宇宙給各種世界人民帶來的破壞和痛苦之後，漢克決心釋放那些被奴役的人。在與漢娜的最後一場戰鬥之後，他啟動了一個烹飪帝國，將世界聚集在一起，一起吃一頓飯。
Princess Allura 阿蘿拉公主 :
配音員: 金伯利·布魯克斯（美國）；陳貞伃（台灣）；下田屋有依（日本）；李美妍（韓國）
角色身分: 阿爾特亞公主, 後期成為藍獅騎士
阿蘿拉是最後一位已知的女性阿爾特亞人。作為獅堡(一座有城堡和太空船的結構的戰艦)的飛行員和守護者，阿蘿拉授予了聖戰士們頭銜，並帶領他們擊敗札肯並從格拉統治中解放宇宙 的使命。阿蘿拉希望完成她父親阻止札肯的工作。在第三季中，她成為藍獅的新騎士，為粉紅聖騎士。作為阿爾特亞人，阿蘿拉的能力包括能夠與其他物種融合就像變色龍般的能力以及與相關的魔法能力。她與一些阿爾特亞得老鼠有一種心靈感應的關係，這些老鼠都和她在同一個低溫艙休眠。在第8季，阿蘿拉和蘭斯建立了浪漫的關係，而蘭斯開始更加保護和關心她。在第8季結束時，她和漢娜在最後一戰中，為了恢復現實而獻出生命。
Coran 克蘭 :
配音員: 瑞思·達比（美國）；越後屋浩介（日本）；史誠雄（韓國）
角色身分: 阿爾特亞公主的皇家顧問
阿蘿拉公主家族的皇家顧問，克蘭是最後一位已知的男性阿爾特亞人。克蘭總是精力充沛和興奮不已，盡職盡責地為阿蘿拉服務，同時保護她。他傾向於一直徘徊在他的過去，特別是關於他所謂的大膽的成就或過去的經歷。儘管他奇怪而古怪，但他是公主和聖騎士的可靠和堅定的盟友。

### 格拉帝国
Emperor Zarkon 札肯皇帝
配音員: 尼爾·卡普蘭（美國）；木村雅史（日本）；安長赫（韓國）
角色身分: 無情的格拉帝國皇帝
Witch Haggar  女巫哈格 /Honerva 漢娜
配音員: 克里·桑莫 /莉莉·拉貝（美國）；水野優（日本）；尹承熙（韓國）
角色身分: 札肯皇帝的主要秘書
Prince Lotor 洛托王子
配音員: A·J·洛卡斯齊奧（美國）；中村章吾（日本）；梁石正（韓國）
角色身分: 札肯和漢娜的孩子

## 制作花絮
2016年1月5日，網飛和夢工廠動畫宣布將於2016年推出全新原創動畫《聖戰士》系列，該系列將作為與迪士尼《新唐老鴨俱樂部》類似的重啟版，是雙方現有多年協議的擴展。 《聖戰士》是計劃於2016年進行初步開發和首次亮相的幾個系列之一，其中包括吉勒摩·戴托羅的動畫《巨怪獵人》。 勞倫·蒙哥馬利和若阿金·多斯·桑托斯均因《降世神通》及其續作《柯拉傳奇》而聞名，他們擔任劇集主管，而劇組成員提姆·赫德里克（Tim Hedrick）則擔任首席編劇。 2016年3月25日，在完美漫畫展上，宣布配音演員包括史蒂文·連、杰里米·沙达、貝克絲·泰勒-克勞斯、喬希·基頓、泰勒·萊比恩、金伯利·布魯克斯，瑞思·達比和尼爾·卡普蘭。 克里·桑莫後來證實她將為反派角色女巫哈格配音。 第一季於2016年6月10日首播，共13集。
在聖地牙哥國際漫畫展上宣布第二季將於2016年底在網飛首播。 幾個月後，在紐約漫畫展上，宣布第二季將於2017年1月20日首播。 第二季於2016年10月7日在紐約漫畫展上進行了特別首映，其中一集在《聖戰士》訪談會上放映。 第二季於2017年 1月20日在網飛首播，共13集。
第三季於2017年8月4日在網飛首播，共7集。第四季於2017年10月首播，共6集。 該劇在2017年完美漫畫展上透露，網飛承諾製作78集。
第五季於2018年3月2日首播，共6集。
第六季於2018年6月15日首播，共7集。
第七季於2018年8月10日首播，共13集。
第八季也是最終季於2018年12月14日首播，共13集。

## 剧集介绍
| 季數 | 集數 | 上映時間       |
| ---- | ---- | -------------- |
| 1    | 13   | 2016年6月10日  |
| 2    | 13   | 2017年1月20日  |
| 3    | 7    | 2017年8月4日   |
| 4    | 6    | 2017年10月13日 |
| 5    | 6    | 2018年3月2日   |
| 6    | 7    | 2018年6月15日  |
| 7    | 13   | 2018年8月10日  |
| 8    | 13   | 2018年12月14日 |

## 反响评论
| 季數 | 爛番茄                                |
| ---- | ------------------------------------- |
| 1    | 100% （平均評分8.15/10） （11個評論） |
| 2    | 100% （平均評分9.6/10） （5個評論）   |
| 3    | 100% （平均評分9.33/10） （5個評論）  |
| 4    | 80% （平均評分8.77/10） （5個評論）   |
| 5    | 100% （平均評分10/10） （5個評論）    |
| 6    | 100% （平均評分9.87/10） （5個評論）  |
| 7    | 100% （平均評分8.75/10） （5個評論）  |
| 8    | 86% （平均評分8.78/10） （7個評論）   |

《聖戰士：傳奇護衛》在八季的播出中贏得了廣泛的好評。評論家和許多粉絲對該系列的情節和故事情節表示讚賞。一些評論家和粉絲批評該劇對 LGBT 代表的處理方式。此外，在該劇的大部分播出時間裡，該劇都受到部分粉絲不良行為的困擾，許多粉絲對包括多斯桑托斯和蒙哥馬利在內的演員和工作人員發出死亡威脅，原因是他們與代表和演員有關“配對”的決定和反應。
評論聚合網站爛番茄根據11條評論報告稱，第一季獲得了100%的認可，平均評分為8.15，評論家一致認為“《聖戰士：傳奇護衛》以其精美的表現力動畫和有影響力的動作向其源材料致敬。”
IGN的馬克斯·尼科爾森（Max Nicholson）在評論第一季時寫道：“夢工場的《聖戰士：傳奇護衛》所呈現的節目正是您所期待的《柯拉傳奇》背後令人驚嘆的創意團隊所期待的那種節目。”他對該系列的評分為8.9分（滿分10分）。 Screen Rant的莎拉·莫蘭（Sarah Moran）同樣對該系列給予了積極的評價，她寫道：“該節目並不是試圖重新發明或真正改進《聖戰士》的最初構想，但《傳奇護衛》無疑是一部受歡迎的經典動畫片；一部應該吸引觀眾的作品。新老粉絲都喜歡。” 來自Den of Geek的蘇瓦瑪·凱利（Shamus Kelly）給了該劇滿分，他寫道，“說實話，你不會失望的。該是電視節目中不尋常的特別東西。”
IGN的傑西·謝丁（Jesse Schedeen）在回顧最後一季時寫道：“拋開次要的故事不談，《聖戰士：傳奇護衛》的最後一季幾乎捕捉到了使該系列變得偉大的一切。動作場面非常精彩。這個故事比以往任何一季都更好地結合了幽默和人物戲劇。”。這13集幾乎把每一個鬆散的結局都安排得令人滿意，並使該劇的賭注比以往任何時候都高。‘他對這一季的評分為9.1分（滿分10分），但他承認，’也就是說，看到其中一部動畫節目從一開始就承認他們的LGBT英雄，而不是把這樣的時刻留到最後一分鐘，會更有效；隨著這一倉促的披露（在沒有花時間建立希羅的新關係，甚至沒有暗示之後），聖戰士過於依賴觀眾對希羅的喜愛來引起當下的共鳴，而不是從故事中獲得情感上的回應。”
Collider的戴夫·特朗博爾（Dave Trumbore）給了這一季滿分，他寫道：“《聖戰士：傳奇護衛》最後一季很少出現失誤；整個系列的故事也是如此。老實說，故事講述的唯一缺點與方式有關。”敘事處理了浪漫關係；這種趨勢在這裡延續。總體而言，第八季成功地完成了看似不可能的任務，將賭注提升到了最大限度，在我們的英雄和反派之間傳遞了迄今為止最強烈的情感共鳴，並將一切都包裹在一個令人淚流滿面、苦樂參半、完全令人滿意的方式。它並不完美，但它已經接近完美，因為我們將在這個現實中實現。” 來自Den of Geek的蘇瓦瑪·凱利給了這一季4星（滿分5星），他寫道,“本賽季最大的優勢在於幾乎每個人都會在最後一季中回歸併發揮一些作用。”
Polygon的帕爾默·哈斯（Palmer Haasch）讚揚了該劇，但批評了該劇對LGBT的表現。她指出，“該系列的最後一幕，就像系列結局上的任何按鈕一樣，是一個混合包。看到蘭斯與家人團聚真是令人鬆了一口氣；漢克建立的外交烹飪帝國簡直就是一個完美的弧線”總結道：“最終，《聖戰士》及其創作者的遠見和藝術追求永遠無法平息其粉絲群的擔憂。但考慮到其自身講故事的優點，最後一季仍然忠於家庭、集體精神、和同理心的聯繫。《聖戰士：傳奇護衛》是我的榮幸，並且可以肯定的是，該系列將因其引人入勝的敘事和熱情的粉絲群體而在未來幾年被人們銘記。”
雜誌《Paste》的雅各布·奧勒（Jacob Oller）在回顧整個系列時寫道：“同理心是《聖戰士》的精髓、動力和首要指令。現在它已經結束了，那些繼續前進的人可以將這個系列與《降世神通》和《柯拉傳奇》一起列為該時代最令人印象深刻的系列之一。”
有很多負面評論，主要是圍繞希羅的婚禮場景和阿蘿拉的犧牲。《Geekiary》的傑米·蘇加（Jamie Sugah）在她的官方劇集大結局中表示：“不過，總體而言，對於迄今為止一部寫得很好、人物性格堅強、發展良好的劇來說，這是一個平淡的結局。《聖戰士》第八季感覺非常倉促，而且不符合性格，沒有經過深思熟慮，結局也很明顯。”
聖戰士官方播客《Let’s Voltron》表示：“我很長一段時間以來都看到，阿蘿拉的犧牲真的非常困擾我。我必須坦率地說。作為一個七歲女兒的父親，為了一個TV-Y7/FV節目，殺死為數不多的女性知名人物之一？我的意思是，我們有很多强大的次要角色，但在聖騎士中，只有阿蘿拉和皮吉，僅此而已，這讓我很困擾。 對我來說，這是一粒難以下咽的藥丸。對我來說，這完全是出乎意料的。我在社交媒體上保持沉默，但我對此感到很困擾。 當談到洛托的死時，“我認為這對孩子們來說有點艱難。當我看到這一幕時，我真的重新檢查了該劇的收視率，正是TV-Y7/FV……但看到他的身體就在那裡。我們不必在那裡看到它，是嗎？關於希羅的婚禮，“我們被告知，任何一種關係的發展，都會自然而然地發生，諸如此類的事情，顯然這並不是真的自然而然的。”

### LGBT相關的爭議和批評
雖然該劇總體上受到評論家的積極評價，但該劇中 LGBT 代表的接受程度顯然更為複雜。該劇的大部分爭議和不良粉絲行為都圍繞 LGBT 相關問題展開。

#### LGBT代表
雖然該劇至少有五個確認的LGBTQ角色，但圍繞其LGBTQ形象的爭議仍在繼續。 具體來說，它有三個同性戀角色，希羅和亞當（Adam），他們分手了，亞當在幾年後去世了，還有柯帝斯（Curtis），一個在第七季中引入的背景角色。在第八季也是最後一季的結尾，希羅嫁給了柯帝斯。該系列節目因其LGBTQ形象和因殺死一個同性戀角色而受到責備而受到責備， 有人說該劇遵循了“埋葬同性戀”的刻板印象，導致節目製作人若阿金·桑托斯向粉絲道歉。 CBR的劳伦·蒙哥马利發表了自己的觀點，責備了希羅和柯帝斯之間的婚姻，稱其“廉價且俗氣”，同時表示製作“婚禮的五秒鐘小插曲……作為一種文宣噱頭。”

#### 剪輯
對剪輯的批評主要針對LGBTQ問題，儘管也有一些是一般性的觀察。2018年10月22日，網上出現了一系列有關婚禮最後一集的洩露內容，其中看到另一個角色與希羅結婚。 隨著最後一集的發布，這一切都被證明是真實的。
隨著最終季的上映，希羅與柯蒂斯結婚，引發了進一步的爭議。在英語音訊描述中，柯帝斯被稱為亞當，儘管在另一集的隱藏字幕中曾提到他是柯蒂斯。該錯誤已被糾正，但許多粉絲認為這是尾聲“附加”性質的“證據”。
9月12日，監督製作人、劇集導演、腳本分鏡師藝術家和動畫師柳基賢（Kihyun Ryu）在他的Instagram上發布了一段希羅的素材，而幾週後，該季被送往其他語言配音。在評論中，節目製作人告訴他“讓它變得完美。”

#### 粉絲反響
一些節目粉絲的不良行為尤其引人注目。據報導，2018年，《聖戰士》演員和工作人員中的許多人都收到了死亡威脅， 特別是節目主持人桑托斯和蒙哥馬利以及配音演員喬希·基頓和貝克絲·泰勒-克勞斯。 幾乎所有的負面行為都集中在LGBT代表或“配對”上。 2017年，一名粉絲試圖勒索節目製作人，威脅如果男性角色凱斯和蘭斯並不是為了彼此之間發生浪漫關係而寫的。
漢克的配音演員泰勒·萊比恩在他的個人Instagram帳戶上為執行製片人辯護說，“那些不真實的，以及在適當時候會被擱置一旁的，都是粉絲們的黑暗面讓這些無端的仇恨和尖酸刻薄滲透到這個寶貴的世界裡。這些都只是噪音，我拒絕傾聽。” 他還說， 關於希羅在第八季的後記，“權力和控制者是並不總是可以自由地按照他們想要的方式做事。總有一些更強大的人可以控制知識，讓大門保持關閉。下次你決定這個節目的創作者不關心粉絲時，請記住。我向他們保證比任何人都更關心。”

## 衍生漫画
2016年1月宣布了三部漫畫系列，詳細介紹了劇集之間發生的事件。本漫畫系列採用了被認為過於古怪和史詩般無法包含在動畫系列的23分鐘劇集中的故事創意，彌補了季數之間的時間流逝。
儘管最初聲明將連載到第4集，但《Lion Forge Comics》選擇取消其合同。它對此事的唯一回應是《Geekdad》的一篇文章的簡短推文。

### Volume 1 (2016)
| Issue | Release Date      | Writer(s)                 | Artist(s)         | Collection                                                     | ISBN          |
| ----- | ----------------- | ------------------------- | ----------------- | -------------------------------------------------------------- | ------------- |
| #1    | July 13, 2016     | Tim Hedrick Mitch Iverson | Digital Art Chefs | Voltron: Legendary Defender Volume 1 RELEASED JANUARY 25, 2017 | 9781941302217 |
| #2    | August 24, 2016   | Tim Hedrick Mitch Iverson | Digital Art Chefs | Voltron: Legendary Defender Volume 1 RELEASED JANUARY 25, 2017 | 9781941302217 |
| #3    | October 5, 2016   | Tim Hedrick Mitch Iverson | Digital Art Chefs | Voltron: Legendary Defender Volume 1 RELEASED JANUARY 25, 2017 | 9781941302217 |
| #4    | November 9, 2016  | Tim Hedrick Mitch Iverson | Digital Art Chefs | Voltron: Legendary Defender Volume 1 RELEASED JANUARY 25, 2017 | 9781941302217 |
| #5    | November 30, 2016 | Tim Hedrick Mitch Iverson | Digital Art Chefs | Voltron: Legendary Defender Volume 1 RELEASED JANUARY 25, 2017 | 9781941302217 |

### Volume 2 (2017)
| Issue | Release Date      | Writer(s)                 | Artist(s)                       | Collection                                                                 | ISBN          |
| ----- | ----------------- | ------------------------- | ------------------------------- | -------------------------------------------------------------------------- | ------------- |
| #1    | October 4, 2017   | Tim Hedrick Mitch Iverson | Jung Gwan Ji-in Choi            | Voltron: Legendary Defender Volume 2: Pilgrimage RELEASED JANUARY 31, 2018 | 9781941302354 |
| #2    | November 1, 2017  | Tim Hedrick Mitch Iverson | Rubine Beni Lobel               | Voltron: Legendary Defender Volume 2: Pilgrimage RELEASED JANUARY 31, 2018 | 9781941302354 |
| #3    | November 1, 2017  | Tim Hedrick Mitch Iverson | Rubine Jung Gwan Yoo Beni Lobel | Voltron: Legendary Defender Volume 2: Pilgrimage RELEASED JANUARY 31, 2018 | 9781941302354 |
| #4    | November 15, 2017 | Tim Hedrick Mitch Iverson | Rubine Beni Lobel               | Voltron: Legendary Defender Volume 2: Pilgrimage RELEASED JANUARY 31, 2018 | 9781941302354 |
| #5    | December 13, 2017 | Tim Hedrick Mitch Iverson | Rubine Beni Lobel Puste         | Voltron: Legendary Defender Volume 2: Pilgrimage RELEASED JANUARY 31, 2018 | 9781941302354 |

### Volume 3 (2018)
| Issue | Release Date       | Writer(s)     | Artist(s)                                  | Collection                                                                | ISBN          |
| ----- | ------------------ | ------------- | ------------------------------------------ | ------------------------------------------------------------------------- | ------------- |
| #1    | July 11, 2018      | Mitch Iverson | Gung Gwan Yoo Ji-in Choi Rubine Beni Lobel | Voltron: Legendary Defender Volume 3: Absolution Released January 9, 2019 | 9786976585055 |
| #2    | August 8, 2018     | Mitch Iverson | Rubine Beni Lobel                          | Voltron: Legendary Defender Volume 3: Absolution Released January 9, 2019 | 9786976585055 |
| #3    | September 12, 2018 | Mitch Iverson | Edwin Prasetya Puste                       | Voltron: Legendary Defender Volume 3: Absolution Released January 9, 2019 | 9786976585055 |
| #4    | October 10, 2018   | Mitch Iverson | Rubine Beni Lobel                          | Voltron: Legendary Defender Volume 3: Absolution Released January 9, 2019 | 9786976585055 |
| #5    | November 14, 2018  | Mitch Iverson | Rubine Beni Lobel                          | Voltron: Legendary Defender Volume 3: Absolution Released January 9, 2019 | 9786976585055 |

## 全球上映
港澳hmvod於2021年7月5日公佈上架第一季，提供粵語版及英語版。

## 家庭娱乐
前兩季由環球影業家庭娛樂於2018年6月12日在第1區發行DVD版， 前兩季也於2018年10月17日在澳洲發行。該劇還在英國、義大利和德國發行DVD版。第3至6季的套裝已於2019年6月發布。第1至6季可在英國的iTunes、Google Play、Amazon Video等上觀看。

## 宣传推广
為了在第一季和第二季發布之間宣傳該系列，2016年10月18日通過社交媒體宣布舉辦「Robeast」同人畫大賽。 獲獎者於2016年12月27日在社交媒體上以用戶名“Zilla B”宣布。 在線社交遊戲平台Roblox舉辦了多項促銷活動。

### 脚注
1. ↑  中文译名参考自网飞媒体中心的新闻报道：《《聖戰士：傳奇護衛》（Voltron: Legendary Defender，暫譯）》和《《战神金刚：传奇的保护神》》

### 出典
1. ↑  . 时光网.   [2018-08-16]. （原始内容存档于2018-08-16）.
2. ↑  太空堡垒中国联盟. . 搜狐网. 搜狐娱乐.   [2018-08-16]. （原始内容存档于2019-06-05）.
3. ↑  . Netflix Media Center.   [2016-06-21]. （原始内容存档于2019-06-12）.
4. ↑  . www.netflix.com.   [2016-04-26]. （原始内容存档于2021-02-17）.
5. 1 2  . LionForge.com. Lion Forge Comics.   [2017-01-30]. （原始内容存档于2017-01-03）.
6. ↑  . Voltron.com.   [2017-06-16]. （原始内容存档于2019-06-04）.
7. ↑  . Netflix Media Center. 2016-01-05  [2016-04-26]. （原始内容存档于2020-08-18）.
8. ↑  Barder, Ollie. . Forbes. 2016-01-06  [2016-04-26]. （原始内容存档于2023-04-08）.
9. ↑  . Nerd Reactor. 2016-03-10  [2016-04-26]. （原始内容存档于2016-03-12）.
10. ↑  Nicholson, By. . IGN. 2016-03-26  [2016-04-26]. （原始内容存档于2023-04-08）.
11. ↑  . Facebook.   [2016-05-01]. （原始内容存档于2023-04-06）.
12. ↑  Phillips, Jevon. . Los Angeles Times. 2016-07-24  [2016-08-20]. （原始内容存档于2019-04-12）.
13. 1 2  Serrao, Nivea. . Entertainment Weekly. October 7, 2016  [October 7, 2016]. （原始内容存档于2023-10-09）.
14. ↑  Lesnick, Silas. . comingsoon.net. 2016-09-22  [2016-09-26]. （原始内容存档于2017-11-07）.
15. ↑  . Dreamworks. 2017-07-20  [2017-07-21]. （原始内容存档于2022-11-25）.
16. ↑  Kelley, Shamus. . Den of Geek（英语：Den of Geek）!. 2017-02-20  [2017-02-23]. （原始内容存档于2017-02-22）.
17. ↑  . TV Shows.   [2018-02-02]. （原始内容存档于2019-06-13） （英语）.
18. ↑  . Toonzone（英语：Toonzone）.   [2018-02-16]. （原始内容存档于2018-06-20）.
19. ↑  . Collider. 2018-03-02  [2018-03-03]. （原始内容存档于2023-04-09）.
20. ↑  . Den of Geek（英语：Den of Geek）.   [2018-07-15]. （原始内容存档于2018-07-16）.
21. ↑  . Den of Geek. 2018-08-23  [2018-09-18]. （原始内容存档于2019-07-30）.
22. ↑  . Anime News Network.   [2018-07-21].
23. ↑  . Anime.   [2018-10-05]. （原始内容存档于2020-03-01） （英语）.
24. 1 2  . Rotten Tomatoes.   [2016-07-17]. （原始内容存档于2020-09-23）.
25. ↑  ,   [2020-03-17], （原始内容存档于2023-04-08） （英语）
26. ↑  ,   [2020-03-17], （原始内容存档于2023-04-08） （英语）
27. ↑  ,   [2020-03-17], （原始内容存档于2023-06-09） （英语）
28. ↑  ,   [2020-03-17], （原始内容存档于2023-04-08） （英语）
29. ↑  ,   [2020-03-17], （原始内容存档于2023-04-08） （英语）
30. ↑  ,   [2020-03-17], （原始内容存档于2023-04-08） （英语）
31. ↑  . Rotten Tomatoes.   [2019-01-22].
32. ↑  Max Nicholson,"Voltron Legendary Defender: Season 1 Review" （页面存档备份，存于）, IGN 6/11/16
33. ↑  Sarah Moran, Voltron: Legendary Defender Premiere Review: A Worthy Comeback （页面存档备份，存于）, "Screen Rant", 6/9/16
34. ↑  Shamus Kelly, Voltron Legendary Defender is a Reboot Done Right, "Den Of Geek", 6/12/16
35. ↑  Schedeen, Jesse. . IGN. 2018-12-23  [2019-01-26]. （原始内容存档于2020-11-12）.
36. ↑  Trumbore, Dave. . Collider. 2018-12-17  [2019-01-26]. （原始内容存档于2023-04-08） （美国英语）.
37. ↑  . Den of Geek.   [2019-01-26] （英语）.[]
38. ↑  Haasch, Palmer. . Polygon. 2018-12-19  [2019-01-27]. （原始内容存档于2019-04-19）.
39. ↑  . pastemagazine.com. 2018-12-18  [2020-08-17]. （原始内容存档于2023-04-08） （英语）.
40. ↑  . thegeekiary.com. 2018-12-15  [2019-01-25]. （原始内容存档于2023-05-31）.
41. ↑  . letsvoltron.com.   [2019-01-26]. （原始内容存档于2022-12-28）.
42. ↑  GLAAD 2018，第12頁.
43. ↑  Romano, Nick. . Entertainment Weekly. August 22, 2018  [April 11, 2020]. （原始内容存档于July 7, 2019）.
44. ↑  Sava, Oliver. . The A.V. Club. 2018-09-03  [2020-04-19]. （原始内容存档于2020-02-20）.
45. ↑  O'Rourke, Jill. . A Plus. 2018-10-11  [2020-04-19]. （原始内容存档于2020-03-28）.
46. ↑  Haasch, Palmer. . Polygon. 2018-08-16  [2020-04-19]. （原始内容存档于2019-06-15）.
47. ↑  Matadeen, Renaldo. . |CBR. 2018-12-20  [2020-08-23]. （原始内容存档于2020-06-15）.
48. ↑  . thegeekiary.com. 2018-12-30  [2019-01-26]. （原始内容存档于2023-03-06）.
49. ↑  . twitter.com.   [2019-01-25]. （原始内容存档于2022-12-28）.
50. ↑  . instagram.com.   [2019-01-26]. （原始内容存档于2021-12-26）.
51. ↑  . ComicBook.   [2019-02-22]. （原始内容存档于2019-12-19）.
52. ↑  . twitter.com. 2018-08-14  [2019-02-17]. （原始内容存档于2022-12-06）.
53. ↑  . geekdad.com. 2018-10-03  [2019-02-17]. （原始内容存档于2023-07-31）.
54. ↑  . syfy.com.   [2019-02-17]. （原始内容存档于2019-01-21）.
55. ↑  Labine, Tyler. . Instagram. 2018-12-16  [2021-01-02]. （原始内容存档于2021-01-02） （英语）. ...My undying appreciation for @Voltron is REAL. What is not real and what will all fall by the wayside in due time is all the unwarranted hate and vitriol that the dark side of this fandom has let seep into this precious world. THAT is all just noise and I refuse to listen. What was done here was groundbreaking and special and so far beyond what I think any of us could have ever hoped for in the series.
56. ↑  . Dreamworks.   [2016-07-17]. （原始内容存档于2017-06-06）.
57. ↑  . lionforge.   [2019-06-05]. （原始内容存档于2021-05-08）.
58. ↑  . LionForge.com. Lion Forge Comics.   [2017-01-30]. （原始内容存档于2017-03-27）.
59. ↑  . LionForge.com. Lion Forge Comics.   [2017-01-30]. （原始内容存档于2017-03-27）.
60. ↑  . LionForge.com. Lion Forge Comics.   [2017-01-30]. （原始内容存档于2017-03-27）.
61. ↑  . LionForge.com. Lion Forge Comics.   [2017-01-30]. （原始内容存档于2017-06-21）.
62. ↑  . TVShowsOnDVD.com. 2018-04-05  [2018-04-05]. （原始内容存档于2018-05-11）.
63. ↑  . Voltron.com. 2016-10-18  [2016-12-31]. （原始内容存档于2023-04-06）.
64. ↑  . Voltron.com. 2016-12-27  [2016-12-31]. （原始内容存档于2023-04-06）.
65. ↑   请检查|url=值 (帮助). Roblox Blog. 2017-07-27  [2022-07-20] （美国英语）.[]